# Saint-Martin-des-Champs, Cher

Saint-Martin-des-Champs este o comună în departamentul Cher, Franța. În 1 ianuarie 2022 avea o populație de 303 de locuitori.